# 伴部
伴部（ともべ/はんぶ/とものみやつこ）は、律令制において諸官司に配属された番上の官人。

## 概要
「とものみやつこ」とも読まれるように、古代の伴造を引き継いだものと考えられ、諸官司の四等官の下に配属され、中には古来同様に品部・雑戸を率いる者もあった。
伝統的な負名氏による世襲を基本として式部省の判補によって任じられたが、伴部によっては負名氏の世襲によって任命者が固定化されているものと流動化が進んで必ずしも負名氏や世襲によって固定されていないもの（複数の負名氏の中から任じられたり、傘下の品部・雑戸などの中から技能に優れた者が任じられたりする可能性を持つもの）があった。また、下級官人の一員として課役の免除や叙位の対象とされた。

## 代表的な伴部
- 神祇官－神部
- 主殿寮－殿部
- 衛門府－門部
- 囚獄司－物部
- 東市司・西市司－物部
- 内礼司－主礼
- 木工寮－工部
- 画工司－画部
- 内蔵寮－蔵部・百済手部・狛部
- 大蔵省－蔵部・百済手部・狛部
- 左馬寮・右馬寮－殿部
- 塗部司－塗部
- 造兵司－雑工部
- 典鋳司－雑工部
- 鼓吹司－吹部
- 鍛冶司－鍛部
- 土工司－泥部